# World Architecture Festival

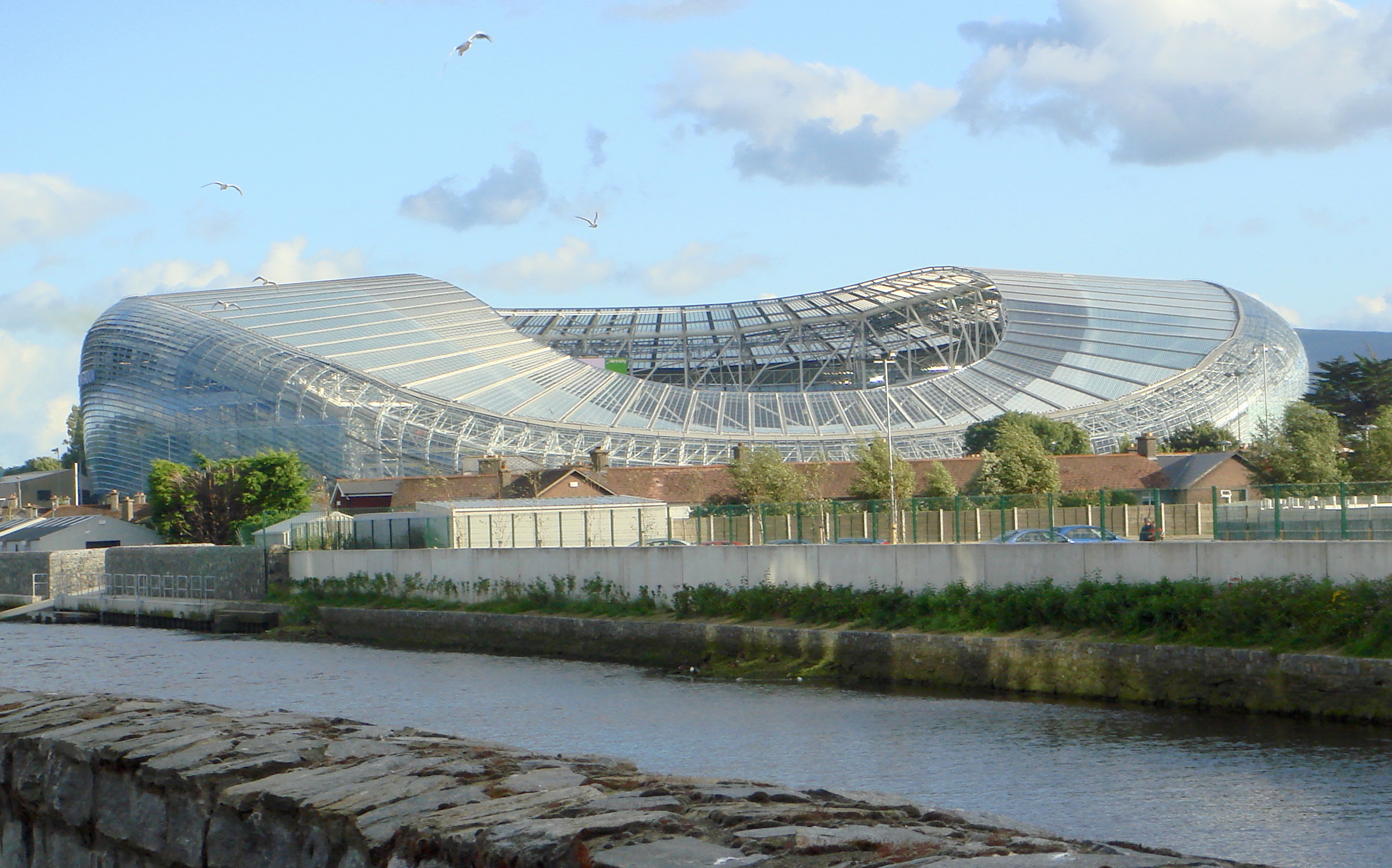
Aviva Stadium, Dublin, por Populous (arquitectos) y Scott Tallon Walker, proyecto ganador del premio a la mejor instalación deportiva en el año 2010.

El World Architecture Festival (WAF) es una reunión anual de arquitectura,que reúne a más de 2.000 arquitectos de 60 países diferentes, que concede premios internacionales a proyectos arquitectónicos, con la finalidad de promover y divulgar la excelencia arquitectónica a nivel global. Se celebró por primera vez en Barcelona en el año 2008, la edición de 2014 tuvo lugar durante el mes de octubre en el Suntec Convention & Exhibition Centre de Singapur. Se presentan diferentes proyectos para optar a alguno de los premios que se distribuyen en numerosas categorías. Entre los ganadores, se conceden dos premios especiales: Edificio del año y Proyecto del año.

## Categorías
En el año 2014 se concedieron premios en las siguientes categorías:
- Proyecto pequeño.
- Paisaje.
- Nuevo y antiguo.
- Cívico y Comunidad.
- Cultura.
- Hotel y ocio
- Villa
- Producción de energía y reciclaje.
- Deporte.
- Salud.
- Transporte.
- Casa.
- Oficina.
- Educación superior e investigación.
- Exposición.
- Escuelas.
- Comercial.
- Religión. En esta categoría obtuvo el premio la iglesia de la Ascensión del Señor situada en el barrio de Sevilla Este, Andalucía, España.[4]